# Eskobars
Eskobars je portoroška indie rock glasbena skupina, ki je nastala leta 2008 in je aktivna od takrat dalje. Skupino so prvotno sestavljali vokalist in kitarist Jure Lesar, bobnar Bogdan Sojič in bas kitarist Rok Druscovich, po letu 2010 so izdali dva studijska albuma, Eskobars leta 2010 in Ni dovolj! leta 2014.
Pozornost medijev je skupina pridobila z incidentom leta 2009, ko so jim po koncertu skupine The Killers nastop v VIP šotoru, med katerim se jim je na odru nenapovedano pridružil kitarist skupine The Killers, Dave Keuning, prekinili policisti, saj so imeli organizatorji koncerta, agencija Pristop, dovoljenje za prireditev le do polnoči. Prekinitev so prisotni sprejeli z razočaranjem.

## Zgodovina
Širšo slovensko javnost so nase opozorili v letu 2009, ko so postali zmagovalci natečaja ItakDžafest in nastopili na odru z angleško alternativno rock skupino The Killers. Leta 2010 so nastopili kot predskupina na dveh koncertih Plavega orkestra v ljubljanski Hali Tivoli in na festivalu Mars na Gospodarskem razstavišču, kjer so si delili oder s skupinami Skunk Anansie, hrvaškimi Urban & 4 ter slovenskimi Dan D.
S koncerti, kjer je skupina igrala pesmi "Girls from Klagenfurt", "Cosmo Blues", "Sobotne noči" in druge, je skupina pridobila pozornost javnosti, glasbenih kritikov in drugih glasbenih ustvarjalcev. Med njimi je bil tudi Dejan Radičević, ki je s skupino kot producent pomagal ustvariti njihov prvenec z naslovom Eskobars. Tega so Eskobars izdali v letu 2010, na njem pa je deset avtorskih skladb v slovenskem jeziku. Pri oblikovanju podobe albuma je s skupino sodelovala tudi Neisha, ki je spisala godalne aranžmaje za nekatere od skladb.
Leta 2014 je skupina izdala svoj drugi studijski izdelek z naslovom Ni dovolj!. Album je bil med glasbenimi kritiki slabše sprejet kot prvenec.

## Člani
Trenutni člani
- Jure Lesar — vokal, kitara
- Rok Druscovich — bas kitara
- Bogdan Sojič — bobni
- Teo Collori — kitara (od 2011 dalje)

## Diskografija
- Eskobars (2010)
- Ni dovolj! (2014)